# ألفين ينغ
ألفين ينغ (بالإنجليزية: Alvin Young)‏ مواليد 12 نوفمبر 1975 في بروكلين، نيويورك، هو لاعب كرة سلة أمريكي. بدأ مسيرته الاحترافية في سنة 1999. يلعب في الدوري الإيطالي لكرة السلة الدرجة الثانية. يحمل الرقم 13. يبلغ طوله 6 قدم 3 بوصة (1.9 م).

## المسيرة الاحترافية
لعب مع بالاكانسترو ريجيانا في الدوري الإيطالي من سنة 2001 إلى 2004، ثم لعب مع ستراسبورغ أي جي في الدوري الفرنسي في موسم 2005–2006، ثم لعب مع أورلاندينا باسكيت في الدوري الإيطالي في موسم 2006–2007، ثم لعب مع بالاكانسترو ريجيانا من سنة 2007 إلى 2009.

## روابط خارجية
- ألفين ينغ على موقع كرة السلة الأوروبية.كوم (الإنجليزية)
- ألفين ينغ على موقع كلية كرة السلة في سبورتس رفرنس.كوم (الإنجليزية)
- ألفين ينغ على موقع ريلجم (الإنجليزية)
- ألفين ينغ على موقع بروبوليرز (الإنجليزية)
- ألفين ينغ على موقع سبورتس رفرنس (الإنجليزية)